# Chetopa
Chetopa is een plaats (city) in de Amerikaanse staat Kansas, en valt bestuurlijk gezien onder Labette County.

## Demografie
Bij de volkstelling in 2000 werd het aantal inwoners vastgesteld op 1281.
In 2006 is het aantal inwoners door het United States Census Bureau geschat op 1234, een daling van 47 (-3,7%).

## Geografie
Volgens het United States Census Bureau beslaat de plaats een oppervlakte van
3,5 km², waarvan 3,3 km² land en 0,2 km² water. Chetopa ligt op ongeveer 251 m boven zeeniveau.

## Plaatsen in de nabije omgeving
De onderstaande figuur toont nabijgelegen plaatsen in een straal van 24 km rond Chetopa.